# Bárcena de Campos
Bárcena de Campos ist ein nordspanisches Dorf und Hauptort einer Gemeinde (municipio) mit 53 Einwohnern (Stand: 2024) in der Provinz Palencia in der Autonomen Gemeinschaft Kastilien-León. 

## Lage und Klima
Bárcena de Campos liegt in der Region Tierra de Campos auf der kastilischen Hochebene in einer Höhe von ca. 840 m. Die Provinzhauptstadt Palencia befindet sich mit ihrem Stadtzentrum etwa 52 Kilometer (Fahrtstrecke) südlich.
Das Klima im Winter ist durchaus kalt, im Sommer dagegen warm bis heiß; die eher spärlichen Regenfälle (ca. 618 mm/Jahr) fallen überwiegend im Winterhalbjahr.

## Bevölkerungsentwicklung
| Jahr      | 1970 | 1981 | 1991 | 2001 | 2011 | 2021 |
| Einwohner | 152  | 94   | 68   | 62   | 54   | 52   |

## Sehenswürdigkeiten

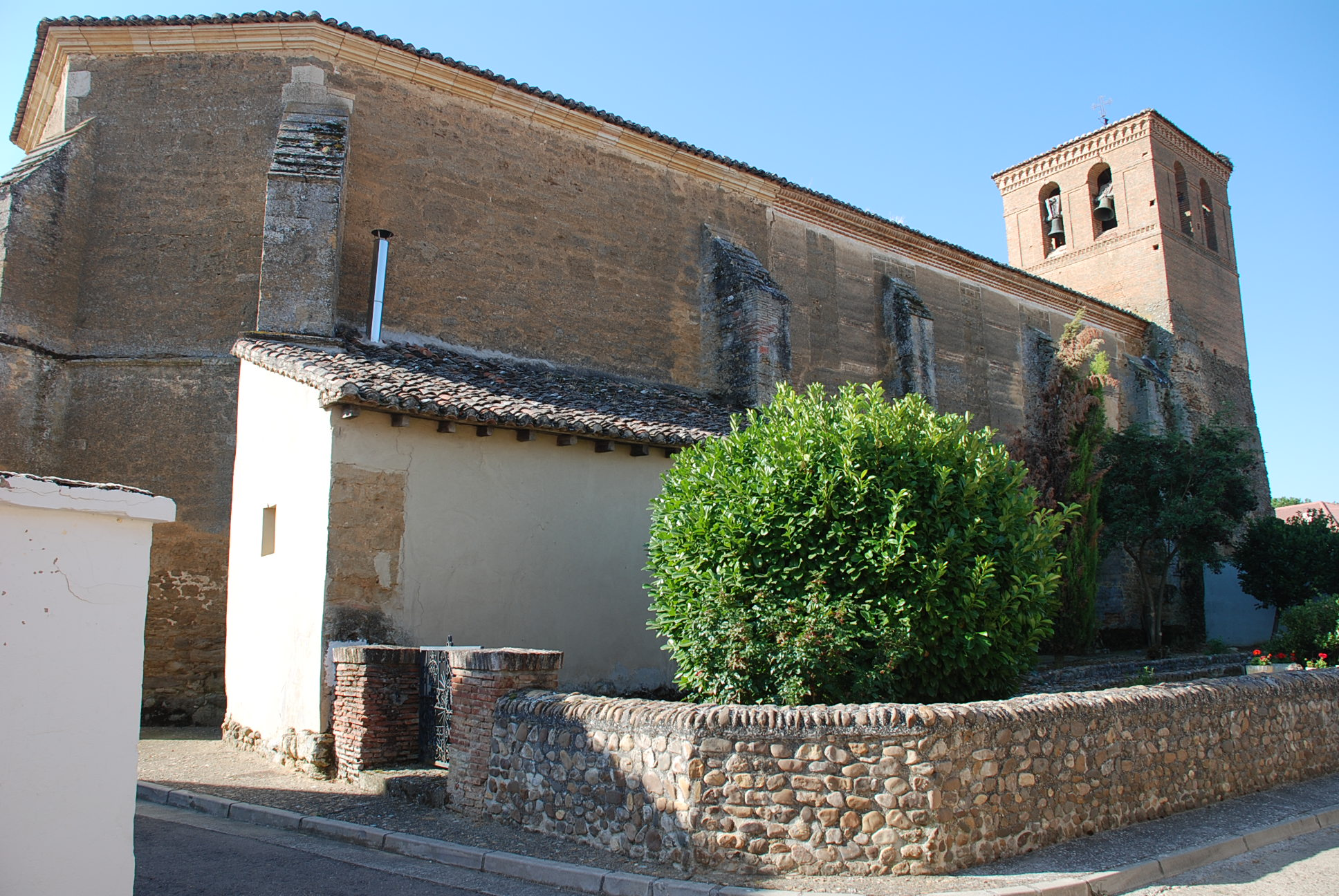
Jakobuskirche
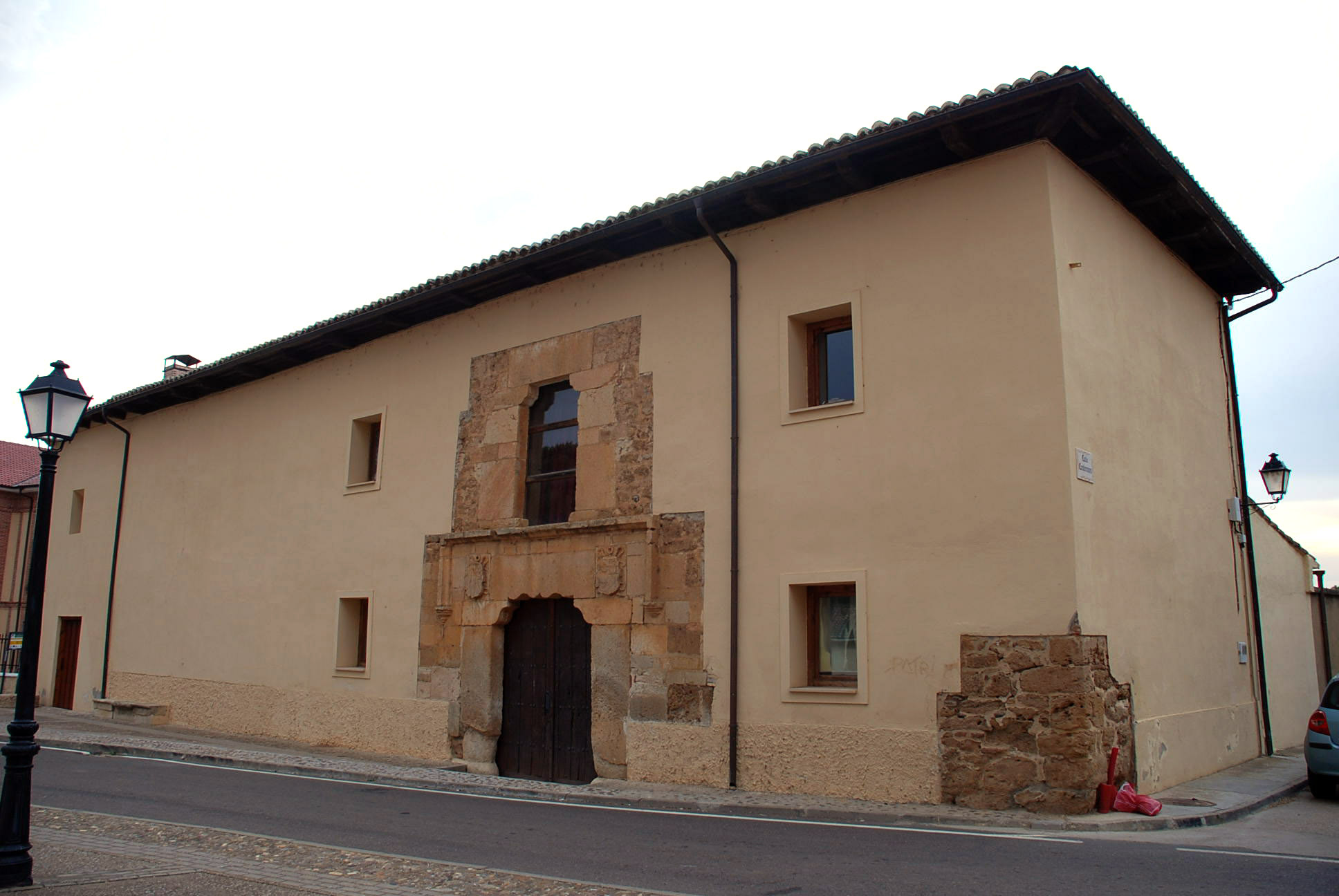
Basiliuskonvent
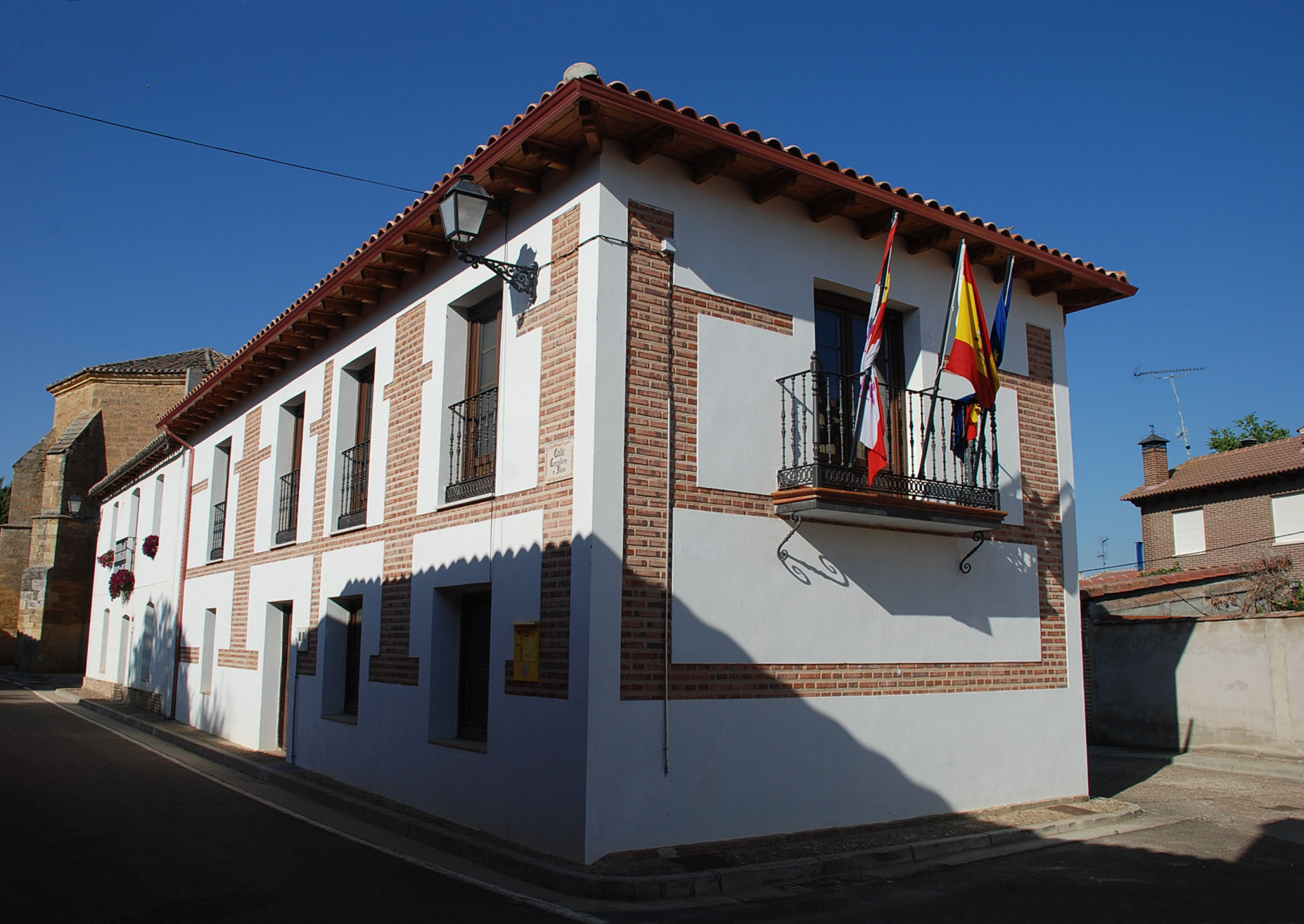
Ruine der Marienkapelle

- Jakobuskirche
- Basiliuskonvent
- Rathaus